# رالف إي. وليامز
رالف إي. وليامز (بالإنجليزية: Ralph E. Williams)‏ هو ضابط أمريكي، ولد في 12 أكتوبر 1917، وتوفي في 21 فبراير 2003.